# 切爾尼夫斯凱
51°34′0″N 34°2′50″E / 51.56667°N 34.04722°E
切爾尼夫斯凱（烏克蘭語：Чернівське）是位於烏克蘭東北部的舊村莊，曾由蘇梅州的赫盧希夫區負責管轄，並於2013年被註銷。該村處於克列文河畔，距離沙雷希內1.5公里，2001年人口3。